# Netuma thalassina
Netuma thalassina es una especie de pez de la familia Ariidae en el orden de los Siluriformes.

## Morfología
Los machos pueden llegar alcanzar los 185 cm de longitud total.

## Alimentación
Come principalmente cangrejos, gambas,Squilla , peces  y moluscos.

## Hábitat
Es un pez demersal y de clima subtropical que vive entre 10 a 195 m de profundidad

## Distribución geográfica
Se encuentra en el Mar Rojo, el noroeste del Océano Índico,  Australia,  la Polinesia, Japón y, más raramente, en el delta del río Mekong.

## Uso comercial
Se comercializa principalmente fresco y, a menudo también, secado.